# 小暮修三
小暮 修三（こぐれ しゅうぞう、1967年7月14日 - ）は、日本の社会学者、東京海洋大学学術研究院教授。学位は、Ph.D.。専門は海女に関する文化社会学、歴史社会学、地域社会学。

## 略歴
東京都杉並区生まれ。東京都立富士高等学校卒業。1993年早稲田大学商学部を卒業後、テレビ制作ディレクターを経て、2000年ニューヨーク州立大学バッファロー校大学院修士課程に入学、2006年同大学院博士課程を修了。東京海洋大学や明治学院大学での非常勤講師を経て、2009年東京海洋大学海洋科学部准教授着任、2020年同大学学術研究院教授。2025年4月より同大学海洋生命科学部長。

## 主な著作

### 単著
- 『アメリカ雑誌に映る〈日本人〉――オリエンタリズムへのメディア論的接近』青弓社、2008年。

### 共編著
- 野崎与志子、小暮修三「海外子女――子供と学校と教育のグローバリゼーション」武内清編『シリーズ・子ども社会（第3巻）子どもと学校』学文社、2010年、119-136頁。
- 小暮修三「独身男の肖像」『家族と格差の戦後史――一九六〇年代日本のリアリティ』橋本健二編、青弓社、2010年、147-177頁。

### 訳書
- マイケル・アップル『オフィシャル・ノレッジ批判――保守復権の時代における民主主義教育』野崎与志子・井口博充・小暮修三・池田寛訳、東信堂、2007年。